# Nadja Hirsch
Nadja Hirsch, née le 13 juillet 1978 à Munich, est une femme politique allemande. Membre du Parti libéral-démocrate (FDP), elle est députée européenne de 2009 à 2014 puis à partir de novembre 2017.

## Biographie
Elle a été élue députée lors des élections européennes de 2009.
Au cours de la 7e législature au Parlement européen, elle siège au sein de l'Alliance des démocrates et des libéraux pour l'Europe. Elle est membre de la commission de l'emploi et des affaires sociales dont elle est vice-présidente depuis le 25 janvier 2012.
Elle réintègre le Parlement européen en novembre 2017, à la suite de la démission d'Alexander Graf Lambsdorff.